# Daniel Berg Hestad
Daniel Berg Hestad (ur. 30 lipca 1975 w Molde) – piłkarz norweski grający na pozycji ofensywnego pomocnika.

## Kariera klubowa
Hestad urodził się w mieście Molde. Karierę piłkarską rozpoczął w tamtejszym klubie Molde FK. W 1993 roku zadebiutował jako 18-latek w rozgrywkach pierwszej lidze norweskiej. Rok później, czyli w 1994 roku, zdobył swój pierwszy w karierze Puchar Norwegii. Z kolei w 1995 roku został z Molde wicemistrzem kraju. W 1998 i 1999 roku powtórzył ten sukces, a jesienią 1999 awansował z Molde do fazy grupowej Ligi Mistrzów. Tam zdobył 2 gole: w wygranym 3:2 meczu z Olympiakosem Pireus oraz przegranym 1:3 z FC Porto. W 2002 roku ponownie został wicemistrzem Norwegii.
Na początku 2004 roku Hestad przeszedł do holenderskiego SC Heerenveen. W pierwszej lidze Holandii zadebiutował 24 stycznia w wygranym 1:0 wyjazdowym spotkaniu z SBV Vitesse. W sezonie 2003/2004 zdobył w barwach Heerenveen jedną bramkę, a w sezonie 2004/2005 zaliczył cztery trafienia.
Latem 2005 roku Daniel Berg Hestad wrócił do Molde FK. W 2005 roku drugi raz zdobył z nim Puchar Norwegii. W 2006 roku spadł z Molde do drugiej ligi, jednak w 2007 roku powrócił z nim do norweskiej ekstraklasy. W latach 2011, 2012 i 2014 wywalczył z nim mistrzostwo kraju, a w latach 2013 i 2014 zdobył Puchar Norwegii. W 2015 zakończył karierę.
| Sezon   | Klub          | Kraj     | Rozgrywki    | Mecze | Bramki |
| ------- | ------------- | -------- | ------------ | ----- | ------ |
| 1993    | Molde FK      | Norwegia | Tippeligaen  | 14    | 1      |
| 1994    | Molde FK      | Norwegia | Tippeligaen  | 19    | 0      |
| 1995    | Molde FK      | Norwegia | Tippeligaen  | 26    | 4      |
| 1996    | Molde FK      | Norwegia | Tippeligaen  | 25    | 4      |
| 1997    | Molde FK      | Norwegia | Tippeligaen  | 25    | 12     |
| 1998    | Molde FK      | Norwegia | Tippeligaen  | 24    | 8      |
| 1999    | Molde FK      | Norwegia | Tippeligaen  | 25    | 4      |
| 2000    | Molde FK      | Norwegia | Tippeligaen  | 25    | 3      |
| 2001    | Molde FK      | Norwegia | Tippeligaen  | 26    | 9      |
| 2002    | Molde FK      | Norwegia | Tippeligaen  | 26    | 4      |
| 2003    | Molde FK      | Norwegia | Tippeligaen  | 21    | 5      |
| 2003/04 | SC Heerenveen | Holandia | Eredivisie   | 15    | 1      |
| 2004/05 | SC Heerenveen | Holandia | Eredivisie   | 26    | 4      |
| 2005    | Molde FK      | Norwegia | Tippeligaen  | 14    | 3      |
| 2006    | Molde FK      | Norwegia | Tippeligaen  | 24    | 3      |
| 2007    | Molde FK      | Norwegia | Adeccoligaen | 24    | 8      |
| 2008    | Molde FK      | Norwegia | Tippeligaen  | 25    | 4      |
| 2009    | Molde FK      | Norwegia | Tippeligaen  | 27    | 0      |
| 2010    | Molde FK      | Norwegia | Tippeligaen  | 26    | 3      |
| 2011    | Molde FK      | Norwegia | Tippeligaen  | 28    | 0      |
| 2012    | Molde FK      | Norwegia | Tippeligaen  | 24    | 2      |
| 2013    | Molde FK      | Norwegia | Tippeligaen  | 18    | 1      |
| 2014    | Molde FK      | Norwegia | Tippeligaen  | 25    | 1      |
| 2015    | Molde FK      | Norwegia | Tippeligaen  | 22    | 0      |

## Kariera reprezentacyjna
W reprezentacji Norwegii U-21 Hestad rozegrał 35 spotkań, w których strzelił 12 goli. W pierwszej reprezentacji Norwegii zadebiutował 22 kwietnia 1998 roku w wygranym 2:0 towarzyskim spotkaniu z Danią. Łącznie rozegrał w niej 8 spotkań.